# Campeche
Campeche è uno Stato federato del Messico che è bagnato a nord dalla baia di Campeche e confina a nord-est con lo Stato messicano dello Yucatán, a est con lo Stato messicano di Quintana Roo e il Belize, a sud con il Guatemala e lo Stato messicano del Tabasco a ovest con il Tabasco e il golfo del Messico. Per estensione è il diciottesimo Stato del Messico.
Il nome Campeche deriva dalla città Maya di Kan Pech, che è diventata oggi San Francisco de Campeche.

## Storia
Campeche è stata la sede dell'antica cultura Maya. Il loro avanzato sviluppo culturale e scientifico ha fatto dei Maya una delle più importanti culture pre-ispaniche dell'America Latina. Ancora oggi molte rovine Maya possono esser viste in Campeche, come a Calakmul, Chicanná, Becán, Edzná, Xpuhil, Hormiguero, Balamku, El Tigre e altri luoghi. Il nome di Campeche è di origine Maya, tuttavia il suo significato ha avuto diverse interpretazioni, delle quali la più accettata è che Can significhi serpente e Peck significhi zecche, per cui "Luogo delle zecche e dei serpenti", il che coincide con la scultura di un grande serpente con una zecca sulla sua testa trovata all'interno di uno dei suoi templi.
Quando gli spagnoli sbarcarono la prima volta sulle coste di Campeche, nel 1517, furono sconfitti a più riprese dal capo locale Moch Couoh. Dopo la sua morte e grazie a conflitti territoriali tra i gruppi indigeni, gli spagnoli riuscirono ad assumere il controllo e nel 1540 diedero al luogo il nome ufficiale di Villa de San Francisco de Campeche per onorare Francisco de Montejo, "El Mozo". La religione politeista della civiltà Maya, che controllava ogni aspetto della loro vita, rese il processo di evangelizzazione degli spagnoli molto difficile da realizzare nel territorio Maya.
Il nuovo governo trasse rapidamente profitto dalla posizione geografica del porto e questo si trasformò presto in un boom commerciale. Vennero esportati verso altri paesi sale, legname e Palo de Tinte, legno tratto dall'albero omonimo. Questo boom non solo attrasse i conquistador, ma anche i pirati, dai quali Campeche venne ripetutamente attaccata nel corso del XVII secolo fino al 1704.
Nel 1821, alla fine della guerra per l'indipendenza, il nuovo paese sovrano fu testimone di conflitti politici tra liberali, conservatori, federalisti e centralisti. In una rivolta federalista, 1841-1848, Campeche, assieme agli Stati dello Yucatán e di Quintana Roo, si staccò dal Messico, diventando l'indipendente Repubblica dello Yucatán. Nel 1847 iniziò una ribellione indigena conosciuta come "Guerra delle caste" (Guerra de Castas), con i Maya in rivolta contro il "governo bianco" per riprendere il controllo delle loro terre. L'insurrezione venne domata per lo più con l'aiuto dell'esercito messicano e la penisola dello Yucatán tornò a far parte del Messico nel 1848 (anche se i Maya continuarono a resistere fino all'inizio del XX secolo).
La penisola è stata anche una delle regioni del paese che ha rifiutato l'imposizione di un governo federale. E inoltre, Campeche e Yucatán hanno avuto nello stesso tempo dei conflitti economici tra di loro. Fu solo il 3 maggio 1858 che Campeche venne formalmente separata dallo Yucatán, ed è stata riconosciuta come regione sovrana solo nel 1863 dal presidente Benito Juárez.
L'economia è stata basata sull'esportazione di legname e di sale fin dai tempi del governo di Porfirio Díaz. Mais e canna da zucchero sono i principali prodotti agricoli. Nel 1975, vi è stata una forte spinta all'economia dello Stato per la scoperta di un giacimento di petrolio al largo delle sue coste nel golfo del Messico.

## Geografia fisica
La temperatura media è di 23,6 °C.

## Società

### Evoluzione demografica
Abitanti censiti (in migliaia)

### Suddivisione amministrativa
Lo Stato di Campeche è suddiviso in 11 comuni.
| Cod. | Comune      | Capoluogo                 | Data creazione | Popolazione (2015) | Area (km²) |
| ---- | ----------- | ------------------------- | -------------- | ------------------ | ---------- |
| 001  | Calkiní     | Calkiní                   |                | 56 537             | 1 966,57   |
| 002  | Campeche    | San Francisco de Campeche |                | 283 025            | 3 410,64   |
| 003  | Carmen      | Ciudad del Carmen         |                | 248 303            | 9 720,09   |
| 004  | Champotón   | Champotón                 |                | 90,244             | 6 088,28   |
| 005  | Hecelchakán | Hecelchakán               |                | 31 230             | 1 331,99   |
| 006  | Hopelchén   | Hopelchén                 |                | 40 100             | 7 460,27   |
| 007  | Palizada    | Palizada                  |                | 8 971              | 2 071,70   |
| 008  | Tenabo      | Tenabo                    |                | 10 665             | 882,00     |
| 009  | Escárcega   | Escárcega                 |                | 58 553             | 4 569,64   |
| 010  | Calakmul    | Xpujil                    |                | 28 424             | 13 839,11  |
| 011  | Candelaria  | Candelaria                |                | 43 879             | 5 518,55   |

## Economia

### Turismo

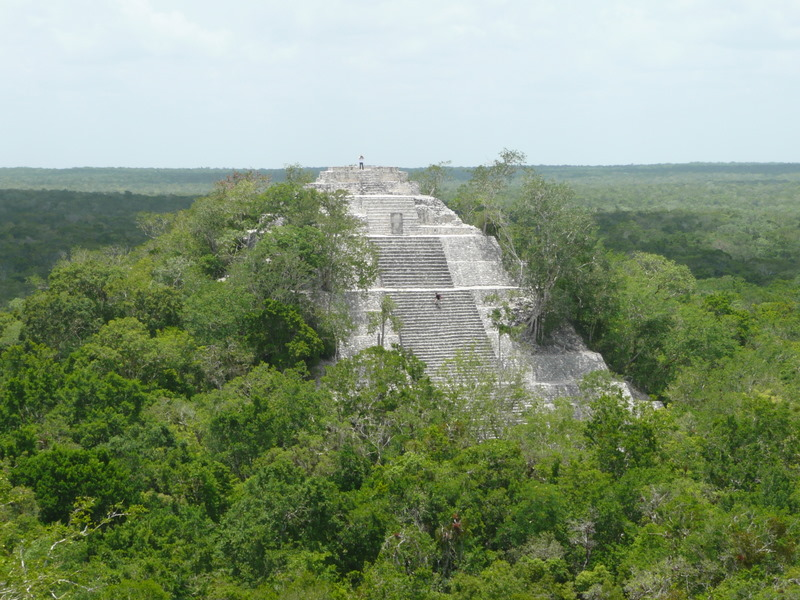
Giungla e zona archeologica di Calakmul
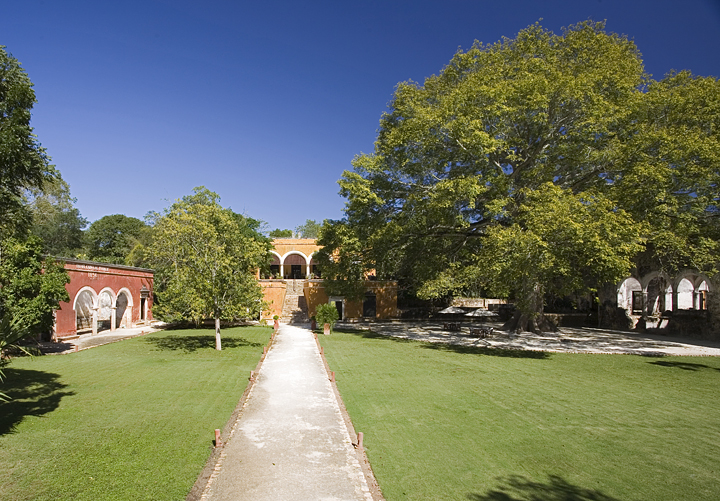
Hacienda Uayamón
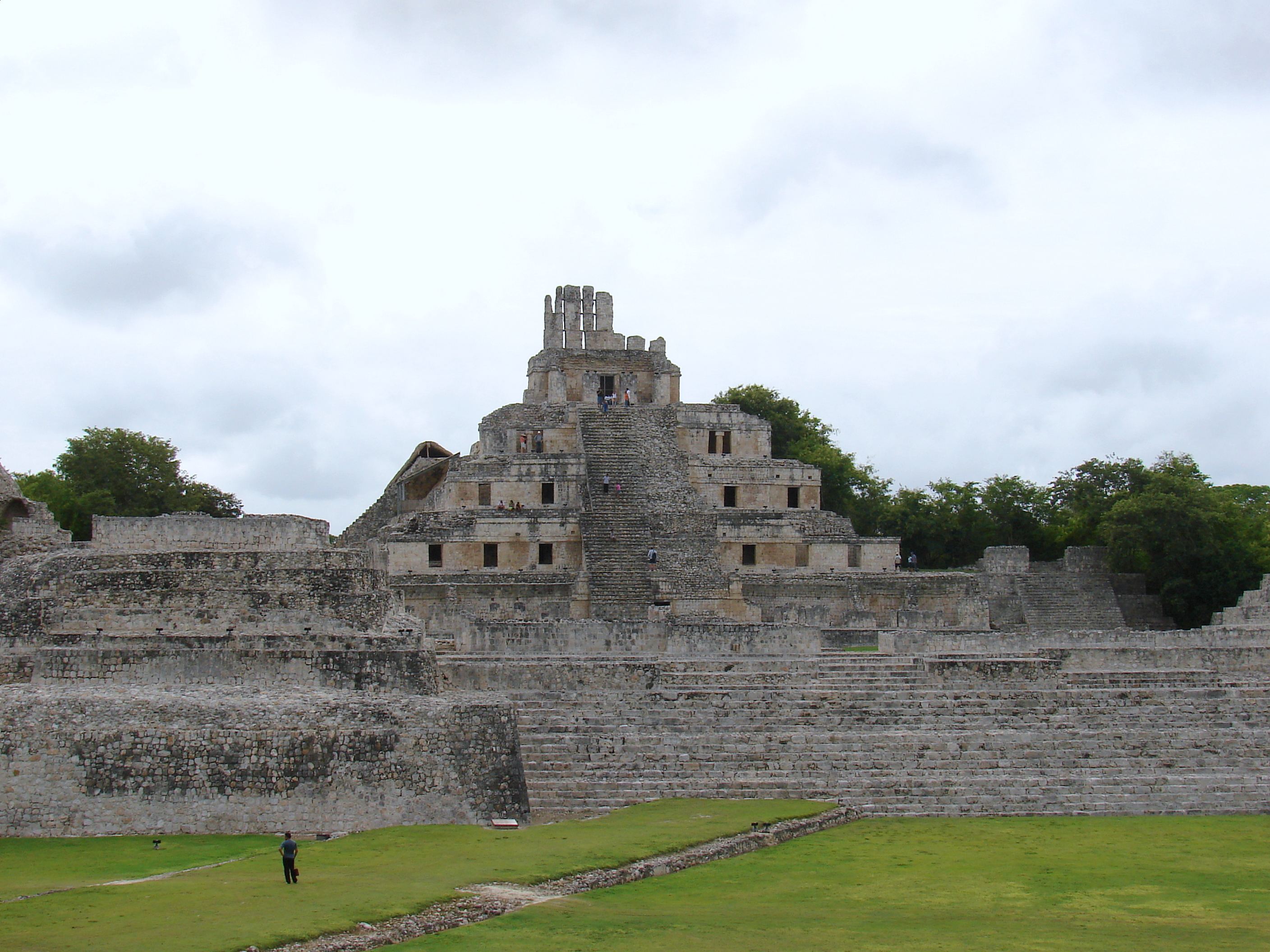
Zona archeologica di Edzná
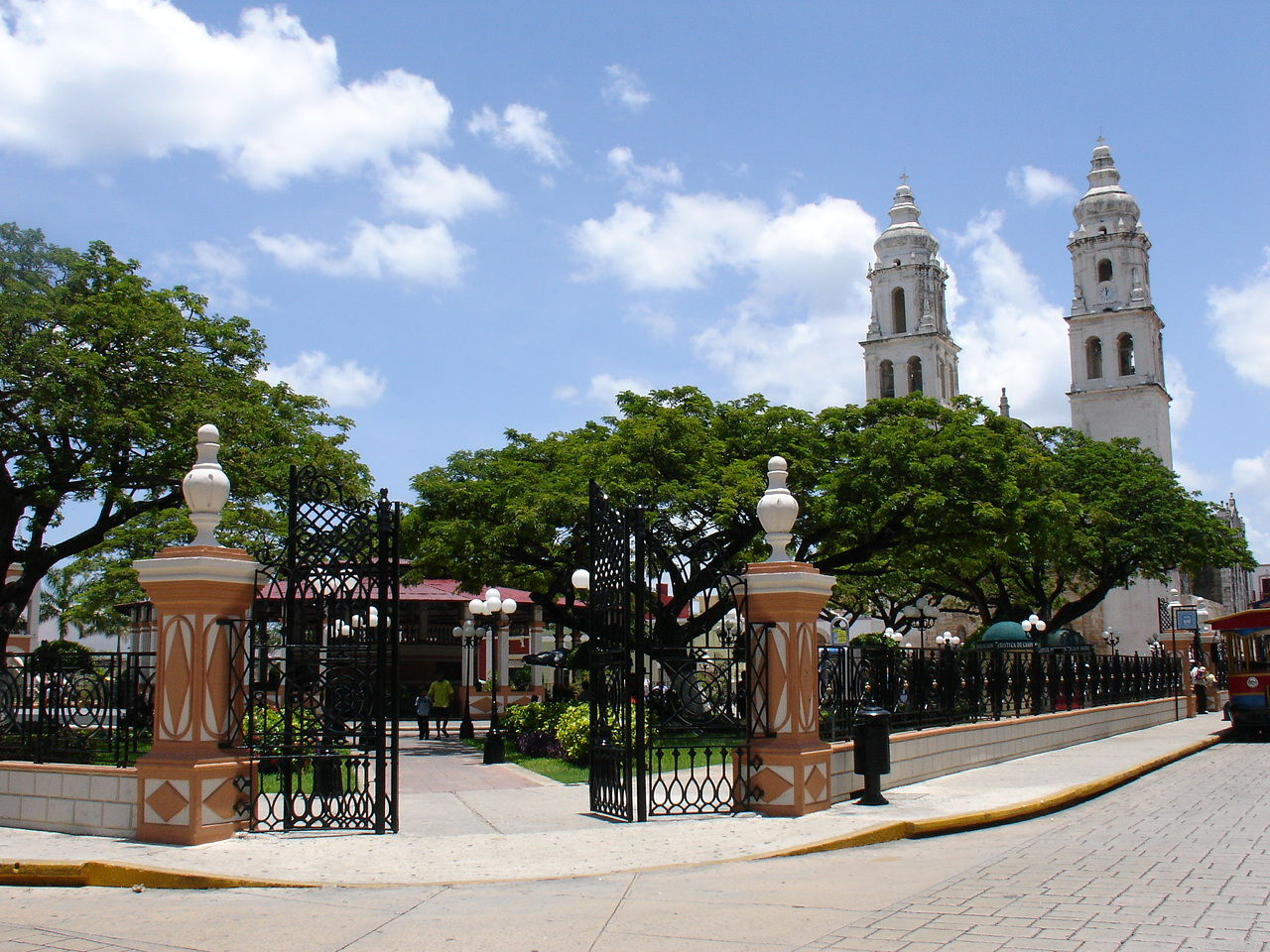
San Francisco de Campeche
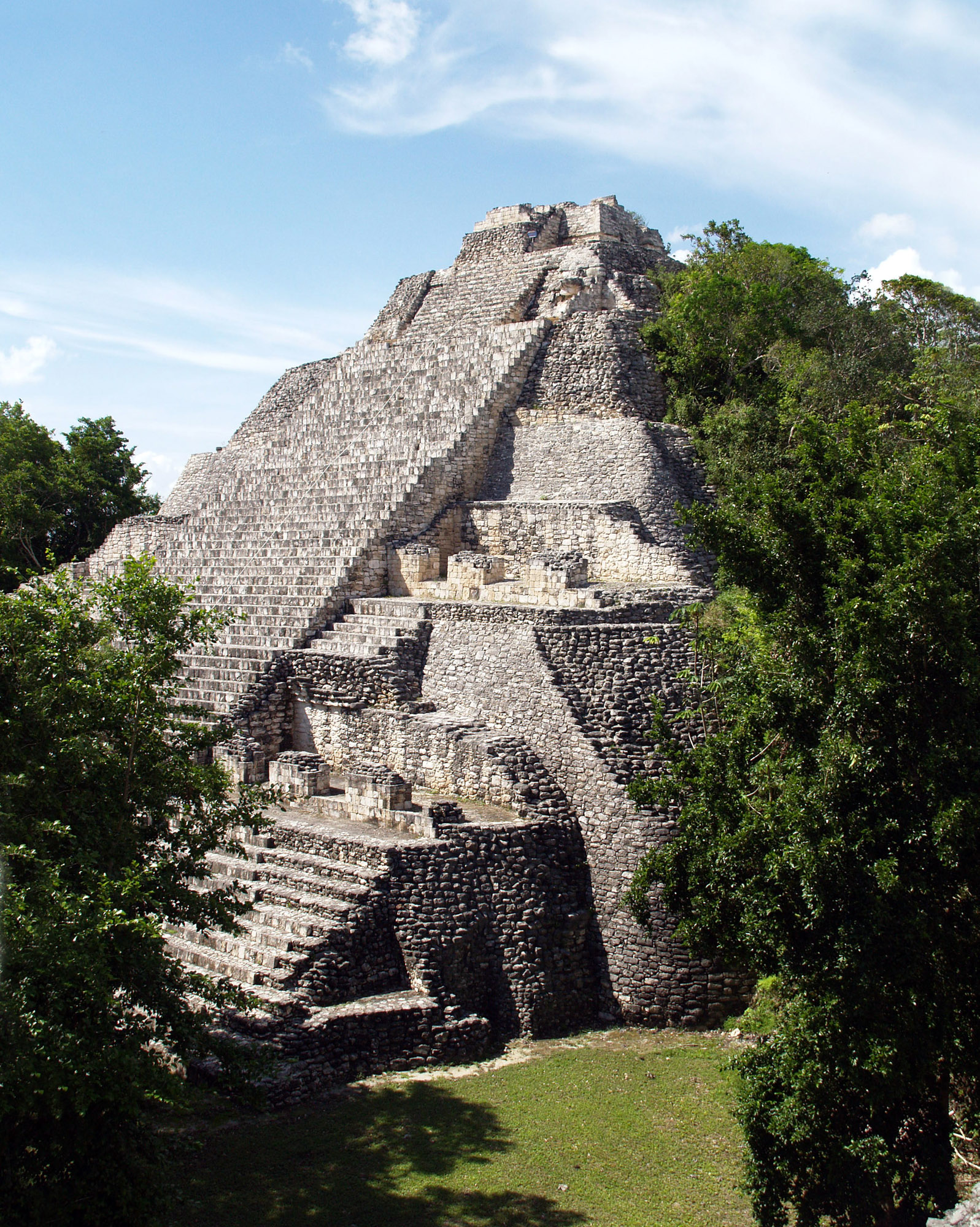
Becán Zona archeologica
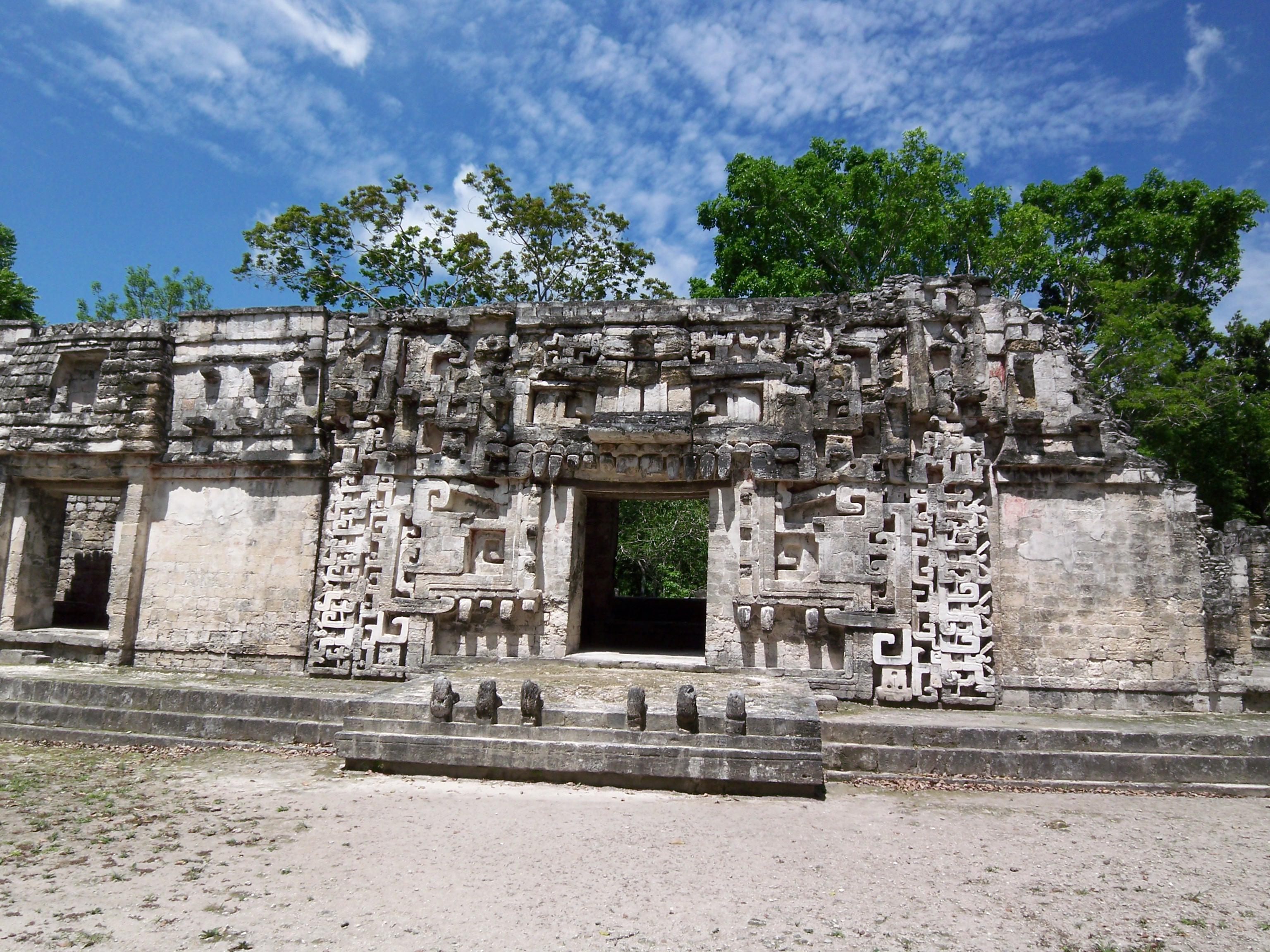
Zona archeologica di Chicanná